# Kartini
Raden Adjeng Kartini (Jepara, 21 april 1879 - Rembang, 17 september 1904) was een Javaanse van adel en een voorvechtster van vrouwenrechten. 'Raden' is een adellijke aanspreektitel, voor het huwelijk was de aanspreektitel voor Kartini 'Raden Adjeng', en na het huwelijk veranderde de aanspreektitel in 'Raden Ajoe'. Zij is in 1964 postuum benoemd tot Nationale held van Indonesië.

## Biografie
Kartini werd geboren in een aristocratische Javaanse familie. Haar vader, Raden Mas Sosroningrat was regent van Jepara. (Ook hier is 'Raden Mas' de adellijke aanspreektitel.) Haar moeder was een van zijn vrouwen. Polygamie was gebruikelijk onder de Javaanse aristocratie. Kartini ervoer bij haar opvoeding de problemen die het gevolg kunnen zijn van polygamie.
Kartini werd geboren in een tijd dat vrouwen weinig of geen regulier onderwijs ontvingen. Ze bezocht tot haar 12e de Europeesche Lagere School (ELS). Ze leerde daar onder andere goed Nederlands spreken, iets wat voor Javaanse vrouwen in die tijd zeer ongebruikelijk was. Nederlands was toen voor geletterde inlanders de enige toegangspoort tot de Westerse cultuur. Na haar 12e jaar werd zij thuis afgezonderd, een normale praktijk om jonge meisjes op hun huwelijk voor te bereiden. Het was een vorm van opsluiting; het was meisjes niet toegestaan zonder begeleiding buitenshuis te komen. Bij een huwelijk werd het gezag over een vrouw door de vader overgedragen aan de echtgenoot. De vader van Kartini kende haar enige privileges toe, zo mocht ze borduurlessen volgen, speciale gebeurtenissen bezoeken en Nederlandse boeken bestuderen.

## Publicatie van de correspondentie

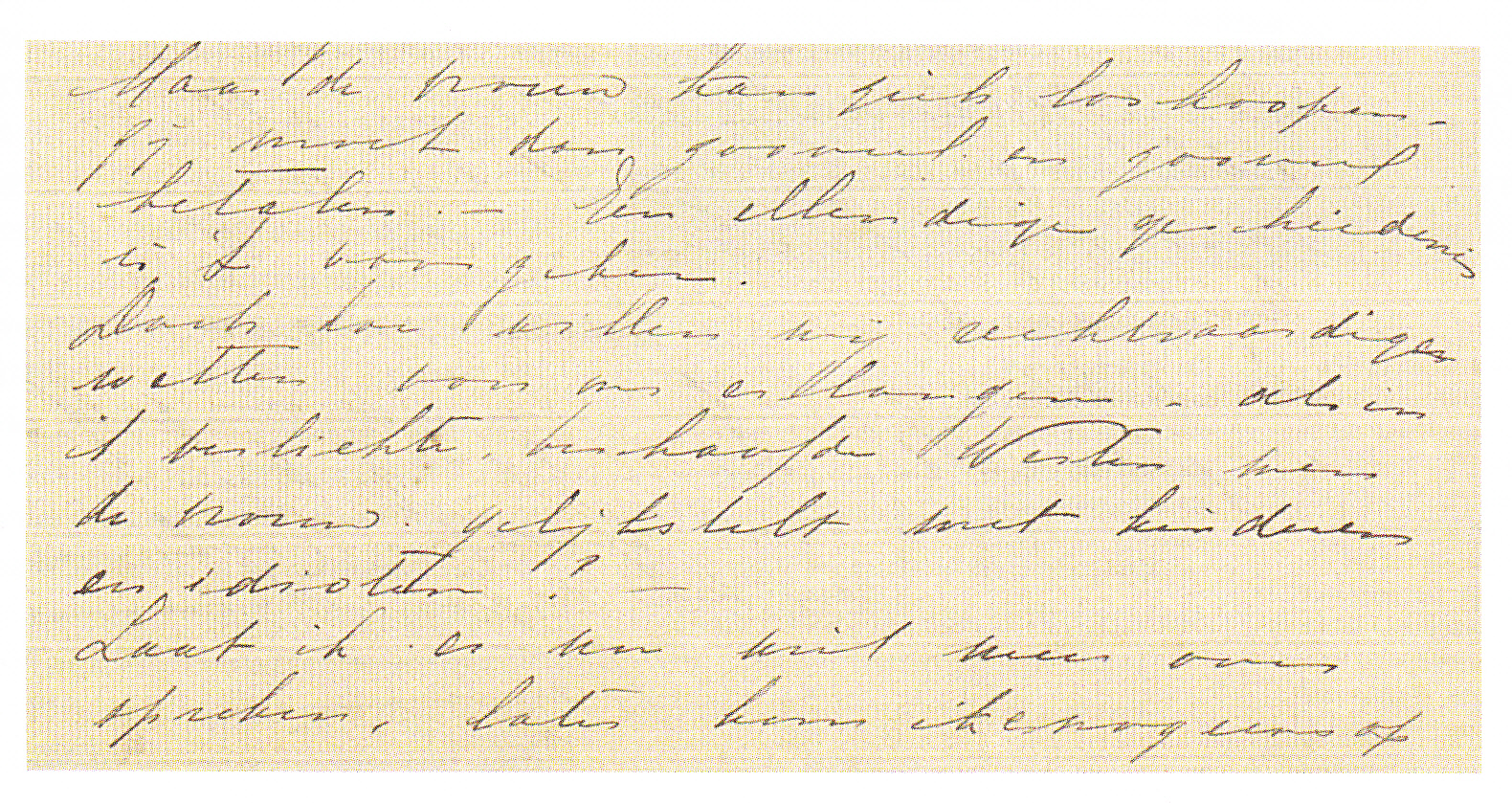
Brief van Kartini aan Rosa Abendanon (fragment)

Kartini correspondeerde in het Nederlands met penvriendinnen, met wie ze onder andere schreef over de oneerlijke behandeling van vrouwen en over haar ideeën omtrent onderwijs voor meisjes. Ze stelde in haar brieven dat geestelijke ontwikkeling een fundamenteel recht is, ook voor vrouwen. Haar waardering voor de positieve kanten van de Europese cultuur ging gepaard met kritiek op het zelfzuchtige materialisme waardoor een groot deel van de koloniale heersersklasse werd gekenmerkt. Ze sprak zich ook uit tegen voorhuwelijkse opsluiting en tegen polygamie.
De brieven bevinden zich in de Universiteitsbibliotheek Leiden en zijn ook digitaal beschikbaar. De brieven en het archief zijn op 11 april 2025 door UNESCO tot documentair werelderfgoed (Memory of the World) uitgeroepen.
Een van haar penvriendinnen, de tweeëntwintig jaar oudere Rosa Manuela Abendanon-Mandri (1857-1944, echtgenote van directeur van Onderwijs, Eeredienst en Nijverheid Jacques Henry Abendanon (1852-1925)), werd een fel verdedigster van Kartini. 
De correspondentie van Kartini met Rosa Abendanon en enkele andere penvriendinnen werd in 1912 in 's-Gravenhage (Nederland) van een voorwoord voorzien en gepubliceerd door Jacques Henry Abendanon in een boek getiteld Door Duisternis tot Licht (Habis gelap terbitlah terang).
De brieven zijn ook uitgebracht in vertaling:
- 1920, Raden Adjeng Kartini, Letters of a Javanese princess, uitgeverij Alfred A. Knopf (New York, Verenigde Staten van Amerika, ISBN 0819147583 (editie 1986), ISBN 1417951052 (editie 2005), vertaling door Agnes Louise Symmers, met een voorwoord door Louis Couperus
- 1922, Raden Adjeng Kartini, Habis gelap terbitlah terang, Balai Pustaka

Voor de Indonesische intelligentsia en vrouwenbeweging was deze correspondentie een belangrijke inspiratiebron.

## Huwelijk
Kartini werd op 8 november 1903 (op vierentwintigjarige leeftijd) uitgehuwelijkt aan Raden Adipati Ario Djojoadingrat, regent van Rembang. Dit was tegen de wil van Kartini maar zij stemde uiteindelijk toe om haar ziekelijke vader te kalmeren. Ze werd zijn vierde vrouw; de 'hoofdvrouw' van een familie met drie bijvrouwen en zeven kinderen. Haar echtgenoot bleek vrij liberaal voor die tijd; hij belemmerde haar niet bij het uiten van kritiek.
Een paar maanden voor haar huwelijk lukte het Kartini om een klein informeel schooltje op te richten voor meisjes.

## Overlijden
Op 13 september 1904 (op vijfentwintigjarige leeftijd) beviel Kartini van een zoon. Zij overleed vier dagen later, op 17 september.

## Kartinidag en Nationale held van Indonesië
Op 3 augustus 1964 verklaarde Soekarno, president van de Republiek Indonesië (1945-1967), de geboortedag van Kartini tot Hari Kartini (Kartinidag), een nationale feestdag, en benoemde hij haar tot Nationale held van Indonesië.

## Kartiniprijs
Sinds 2007 reikt de gemeente Den Haag jaarlijks rond Internationale Vrouwendag (8 maart) de Kartiniprijs toe, een gemeentelijke vrouwen-emancipatieprijs voor een persoon of organisatie die zich inzet om een gelijkwaardige positie en participatie van vrouwen ten opzichte van mannen te verbeteren.